# 片山津インターチェンジ
片山津インターチェンジ（かたやまづインターチェンジ）は、石川県加賀市新保町にある北陸自動車道のインターチェンジである。

## 歴史
- 1973年（昭和48年）10月17日 - 北陸自動車道の丸岡IC - 小松IC間の開通に伴い[1][2][5][6]、供用開始[3][5]。

## 道路
- E8 北陸自動車道（13番）
- 接続する道路：石川県道20号小松加賀線[3]

## 料金所
- ブース数：4

### 入口
- ブース数：2
  - ETC専用：1
  - ETC/一般：1

### 出口
- ブース数：2
  - ETC専用：1
  - ETC/一般：1

## 周辺
- 柴山潟
- 片山津温泉
- 中谷宇吉郎雪の科学館
- 片山津ゴルフ倶楽部
- 国立病院機構石川病院
- 小松空港 - 下り線（新潟中央方面）において、ETC搭載車両は次の安宅スマートICへの案内看板がインター手前に設置されている[7]。
- 石川県立航空プラザ

## 隣
E8 北陸自動車道
(12)加賀IC - 尼御前SA - (13)片山津IC - (13-1)安宅PA/スマートIC - (14)小松IC